# Moonstone
Moonstone: A Hard Days Knight – gra zręcznościowa RPG, wyprodukowana i wydana przez Mindscape w 1991 roku na platformę Amiga. Rok później ukazała się konwersja gry na MS-DOS.
Tryb rozgrywki w Moonstone łączy w sobie kilka różnych stylów gier, takich jak strategia, bijatyka i RPG. W grze może brać udział do czterech graczy, którzy dowodząc rycerzem wykonują ruchy w turach rozdzielanych fazami księżyca. Podczas swojej tury każdy z graczy może odwiedzać miejsca, w których po pokonaniu strażników może zagrabić to, czego strzegli. Mogą to być pieniądze, miecze, zbroje, magiczne talizmany i pierścienie, napoje i zwoje z runicznymi zaklęciami. Najcenniejsze są jednak kamienne klucze. Gracz, który zbierze cztery klucze może otworzyć bramę w centrum mapy. Pokonany tam strażnik pozostawia po sobie tytułowy księżycowy kamień, z którym w odpowiedniej fazie księżyca należy udać się do druidów. Podczas wędrówki gracz może również odwiedzać miasta (są dwa), gdzie może zasięgnąć porady jasnowidza, zielarza, jak również spróbować szczęścia w tawernie oraz sprzedać lub kupić różne przedmioty. Na ekranie mapy znajdują się także specjalne miejsca, takie jak wieża czarownika, krąg druidów czy rodzinne wioski każdego z rycerzy.
Walki z przeciwnikiem toczone są na jednoekranowej scenerii. Kolejne potwory lub rycerze (w zależności od tego kto nas zaatakował lub kogo zaatakowaliśmy) atakują na przemian z lewej lub prawej strony oraz, w zależności od zaawansowania w grze, z obydwu stron jednocześnie. Walki są bardzo krwawe, przepełnione przemocą i brutalnością.